# Nerax eurylabis
Nerax eurylabis là một loài ruồi trong họ Asilidae. Nerax eurylabis được Wiedemann miêu tả năm 1828. Loài này phân bố ở vùng Tân nhiệt đới.